# Сеголат
Сеголаты в иврите — это двусложные имена, которые имеют ударение на предпоследнем (первом) слоге (в отличие от большинства остальных слов, где ударение падает на последний слог). Чаще всего, один из их слогов имеет гласный e (сеголь). Они восходят к семитским основам *qatl (имена типа qatel, qetel), *qitl (имена типа qētel, qetel), *qotl/qutl (имена типа qōtel), и это проявляется в некоторых их формах. Непосредственно к этим основам присоединяются слитные местоимения и окончание сопряжённого состояния (смихута) множественного числа י‬ -ē(y). Множественное число образуется по модели qətāl+ōθ или īm. Форма сопряжённого состояния единственного числа совпадает со словарной (исключение — слова со второй слабой буквой в корне). Во множественном числе слитные местоимения (кроме כם/כן‬, которые присоединяются к форме сопр. сост.) присоединяются к особой форме, образованной от самостоятельной формы множественного числа и единой для всех сеголатов.
Особые формы во множественном числе имеются у слова קׂדֶש‬ qṓðeš/кодэш «святость» и у некоторых других.
В случаях, когда вторая буква корня — ה,ע,ח‬, её огласовка (сеголь) превращается в патах (краткий a). Если под первой буквой тоже был сеголь, он тоже превращается в патах. В формах, когда под второй буквой должно быть шва, оно превращается в хатаф-патах (сверхкраткое а), а в формах со слитными местоимениями в ед. ч., под влиянием подвижного шва последующей буквы, в простой патах.
Сеголаты со второй коренной י‬ образуют основную форму по модели qayil, остальные формы (кроме мн. ч. абс. сост.) с моделью qē(y)l-. Сеголаты со второй ו‬ образуют основную форму с qāwel, остальные — с qōl. Часть сеголатов со второй корневой слабой образуют множественное число абсолютного состояния по общей модели, другие же (как זַיִת‬ zayiθ/зайит «маслина», עַיִן‬ ʕayin/айин «глаз») — от праформы. У слова בַּיִת‬ bayiθ/байит «дом» особая форма мн. ч. — בָּתִּים‬ bāttīm/батим.

## Квазисеголаты
Квазисеголатами называют имена женского рода, оканчивающиеся на сочетание טֶ֫לֶת‬, טׂ֫לֶת‬ (где ט, ל‬ — буквы корня), образовавшиеся из основ *-alt, *-olt, *-ult.
В квазисеголатах при 3-й корневой алеф или йуд первый сеголь превращается в цере, а второй выпадает. Если причастие м. р. образует ж. р. 
с окончанием -ā, в смихуте всё равно используется вышеописанная форма (с -t).

## Таблица
| Единственное число | Единственное число | Единственное число | Единственное число     | Единственное число        | Множественное число    | Множественное число         | Множественное число   | Множественное число      | Множественное число           |
| Абсол. сост.       | Сопр. сост.        | мой                | твой                   | ваш                       | Абсол. сост.           | Сопр. сост.                 | мои                   | твои                     | ваши                          |
| ------------------ | ------------------ | ------------------ | ---------------------- | ------------------------- | ---------------------- | --------------------------- | --------------------- | ------------------------ | ----------------------------- |
| סֵפֶר‬ sēfer/сэфэр    | סֵפֶר‬ sēfer-/сэфэр-  | סִפְרִי‬ sifrī/сифри   | ָסִפְרְך‬ sifrəħā/сифрэха   | סִפְרְכֶם‬ sifrəħem/сифрэхэм   | סְפָרִים‬ səfārīm/сфарим   | סִפְרֵי‬ sifrē(y)/сифрэй        | סְפָרַי‬ səfāray/сфарай   | ָסְפָרֶיך‬ səfāréħā/сфарэха   | סִפְרֵיכֶם‬ sifrē(y)ħem/сифрэйхэм  |
| קׂדֶש‬ qṓðeš/кодэш    | קׂדֶש‬ qōðeš-/кодэш-  | קָדְשִי‬ qoðšī/кодши   | ָקָדְשְך‬ qoðšəħā/кодшэха   | קָדְשְכֶם‬ qoðšəħem/кодшэхэм   | קָדָשִים‬ qoðāšīm/кодашим  | קָדְשֵי‬ qoðšē(y)/кодшэй        | קָדָשַי‬ qoðāšay/кодашай  | ָקָדָשֶיך‬ qoðāšéħā/кодашэха  | קָדְשֵיכֶם‬ qoðšē(y)ħem/кодшэйхэм  |
| מֶלֶך‬ méleħ/мэлех    | מֶלֶך‬ meleħ-/мэлех-  | מַלְכִּי‬ malkī/мальки  | מַלְכְּךָ‬ malkәħā/малькэха  | מַלְכְּכֶם‬ malkәħem/малькэхэм  | מְלָכִים‬ mәlāħīm/млахим   | מַלְכֵּי‬ malħē(y)/мальхэй       | מְלָכַי‬ mәlāħay/млахай   | מְלָכֶיךָ‬ mәlāħéħā/млахэха   | מַלְכֵיכֶם‬ malħē(y)ħem/мальхэйхэм |
| נַעַר‬ náʕar/наар     | נַעַר‬ naʕar-/наар-   | נַעֲרִי‬ naʕarī/наари  | נַעַרְךָ‬ naʕarәħā/наарэха  | נַעַרְכֶם‬ naʕarәħem/наарэхэм  | נְעָרִים‬ nәʕārīm/нэарим   | נַעֲרֵי‬ naʕarē(y)/наарэй       | נְעָרַי‬ nәʕāray/нэарай   | נְעָרֶיךָ‬ nәʕāréħā/нэарэха   | נַעֲרֵיכֶם‬ naʕarē(y)ħem/наарейхэм |
| צַיִד‬ sˤáyið/цайид   | צֵיד‬ sˤēð-/цэ(й)д-  | צֵידִי‬ sˤēðī/цэ(й)ди | צֵידְךָ‬ sˤēðәħā/цэ(й)дэха | צֵידְכֶם‬ sˤēðәħem/цэ(й)дэхэм | צְיָדִים‬ sˤәyādīm/цэйадим | צְיָדֵי‬ sˤәyāðē(y)-/цэйадэ(й)- | צְיָדַי‬ sˤәyāðay/цэйадай | צְיָדֶיְךָ‬ sˤәyāðeħā/цэйадэха | צְיָדֶיְכֶם‬ sˤәyāðeħēm/цэйадэхэм   |
| תָּוֶךְ‬ tāweħ/тавэх    | תּׂוךְ‬ tōħ-/тох-      | תּׂוכִי‬ tōħī/тохи     | תּׂוכְךָ‬ tōħәħā/тох(э)ха   | תּׂוכְכֶם‬ tōħәħem/тох(э)хэм   | תּׂוכִים‬ tōħīm/тохим      | תּׂוכֵי‬ tōħē(y)-/тохэй-        | תּׂוכַי‬ tōħay/тохай      | תּׂוכֶיְךָ‬ tōħeħā/тохэха      | תּׂוכֶיְכֶם‬ tōħeħem/тохэхэм        |